# A84 (Frankrijk)
De A84 is een snelweg gelegen in Frankrijk. De weg loopt vanaf Rennes, de hoofdstad van Bretagne naar de stad Caen gelegen in Normandië. De weg is bijna volledig autosnelweg met 2x2 rijstroken en is ongeveer 170 kilometer lang. De weg is tevens tolvrij.

## Rondweg Avranches
De rondweg van de stad Avranches is uitgevoerd als autoweg en niet als snelweg. Deze autoweg loopt nu ten westen van de stad langs de baai van Mont Saint-Michel. Er bestaan echter plannen om ten oosten van de stad een ringweg te maken die wel volledig als autosnelweg wordt uitgevoerd van 2x3 rijstroken. Deze ringweg sluit dan ten zuiden van de stad weer aan op het huidige traject van de A84 in de richting van Rennes.